# Nové Hamry
Nové Hamry (deutsch Neuhammer bei Karlsbad) ist eine Gemeinde im Karlovarský kraj in Tschechien. Sie gehört zur Verwaltungsgemeinschaft Nejdek.

## Geografie

### Lage
Nové Hamry liegt auf einer Höhe von 693 m n.m. im westlichen Erzgebirge im Tal der Rolava, in die in der Ortsmitte der Bílý potok mündet. Durch den Ort führen die alte Fernverkehrsstraße von Leipzig nach Karlsbad, über die die 2015 eröffnete Karlsroute führt sowie die 1899 eröffnete Bahnstrecke Karlsbad–Johanngeorgenstadt.

### Gemeindegliederung
Für die Gemeinde Nové Hamry sind keine Ortsteile ausgewiesen. Grundsiedlungseinheiten sind Jelení (Hirschenstand) und Nové Hamry (Neuhammer).
Das Gemeindegebiet gliedert sich in die Katastralbezirke Jelení u Nových Hamrů und Nové Hamry.

### Nachbarorte
| Eibenstock                       | Johanngeorgenstadt                          | Potůčky (Breitenbach)            |
| Přebuz (Frühbuß)                 | Kompassrose, die auf Nachbargemeinden zeigt | Horní Blatná (Bergstadt Platten) |
| Vysoká Pec (Hochofen bei Neudek) | Nejdek (Neudek)                             | Pernink (Bärringen)              |

## Geschichte
Die Gründung von Neuhammer geht auf eine Glashütte an der Rohlau mit dem Namen Eulenhütte zurück. Dort entwickelte bzw. verbesserte Christoph Schürer aus Burkhardtsgrün um 1540 das Verfahren zur Herstellung von blauer Farbe aus Kobalt. Die Eulenhütte hatte durch die Emailmalerei am Ende des 16. Jahrhunderts einen bedeutenden Aufschwung. 1651 musste die Glashütte einem Hammerwerk weichen. Das zur Glashütte gehörende Gut mit dem Namen Eulenhof blieb bestehen und bildete den Ausgangspunkt für die neue Hammerwerkssiedlung. Der Eulenhof wurde später in einen Meierhof umgewandelt. Seit dem 19. Jahrhundert stand dort das Jägerhaus Hofberg. Die Seelenliste des Elbogener Kreises von 1651 erwähnt Neuhammer mit etwa 22 Familien, die meisten noch unbekehrt.  Das Richteramt bekleidete Georg Heidler. Die Bewohner waren hauptsächlich Waldarbeiter und Köhler, Bergbau spielte kaum noch eine Rolle. 
Das Dorf gehörte bis 1785 zur Pfarrei St. Martin in Neudek und wurde darauf zur eigenen Pfarrei erhoben. Der Pfarrsprengel umfasste außer Neuhammer die politisch zu Ullersloh gehörende Einschicht Saifenhäusel. Bereits vor dem Bau einer eigenen Kirche 1789 erhielt Neuhammer einen eigenen Gottesacker. Dies war erforderlich da im Zuge einer großen Hungersnot und Pestepidemie von 1771/72 auf dem Friedhof von Neudek kein Platz mehr war. Nach dem Rückgang des Bergbaus verdienten sich die Bewohner ihren Lebensunterhalt vorwiegend mit der Löffelproduktion (ab 1797) und dem Spitzenklöppeln. In Neuhammer war ein Drahthammer in Betrieb. Über Generationen stellte die Familie Fuchs in Neuhammer und Hochofen Eisendraht her. In der ersten Hälfte des 19. Jahrhunderts waren es die Drahtmeister Johann und Joseph Fuchs sowie Wenzel Link.
1847 zählte das Dorf 147 Häuser mit 1508 Einwohnern, eine Kirche, eine Schule unter dem Patronat der Obrigkeit, einen Drahthammer, eine Mühle und drei Wirtshäuser. Etwas abseits lag das Jägerhaus das aus dem Gut Eulenhof hervorgegangen ist. Bis Zur Aufhebung der Patrimonialherrschaften 1848/49 unterstand Neuhammer der Herrschaft Neudek. 1854 gehörte der Ort zum Gerichtsbezirk Neudek, seit der Gebietsreform 1869 zum Bezirk Graslitz und seit 1910 zum Bezirk Neudek. Um 1900 setzte verstärkt der Fremdenverkehr ein; Neuhammer entwickelte sich zur Sommerfrische und zum Wintersportort. Die Gemeinde war ab 1910 Teil des Bezirks Neudek, ab 1938 des Landkreises Neudek. Nach dem Münchner Abkommen wurde der Ort dem Deutschen Reich zugeschlagen und gehörte bis 1945 zum Landkreis Neudek.

## Entwicklung der Einwohnerzahl
| Jahr | Einwohnerzahl |
| ---- | ------------- |
| 1869 | 1538          |
| 1880 | 1607          |
| 1890 | 1588          |
| 1900 | 1589          |
| 1910 | 1853          |

| Jahr   | Einwohnerzahl |
| ------ | ------------- |
| 1921   | 1712          |
| 1930   | 1950          |
| 1950   | 456           |
| 1961 1 | 624           |
| 1970 1 | 462           |

| Jahr   | Einwohnerzahl |
| ------ | ------------- |
| 1980 1 | 316           |
| 1991 1 | 260           |
| 2001 1 | 280           |
| 2011 1 | 318           |

## Sehenswürdigkeiten
- Kirche Heiliger Johann von Nepomuk, 1789 erbaut
- Holzschnitzerei des Berggeistes Gutštok

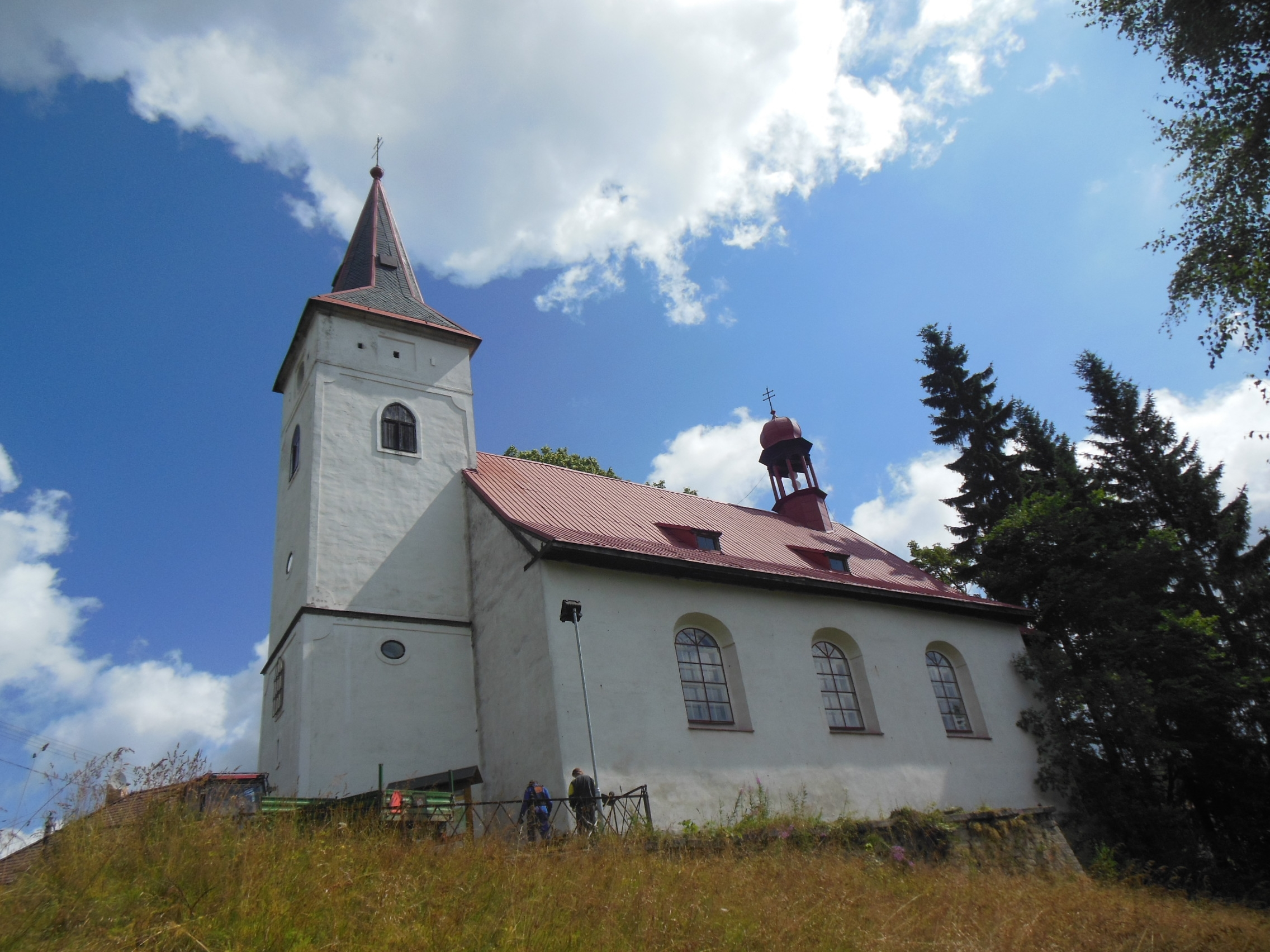
Kirche des Heiligen Nepomuk
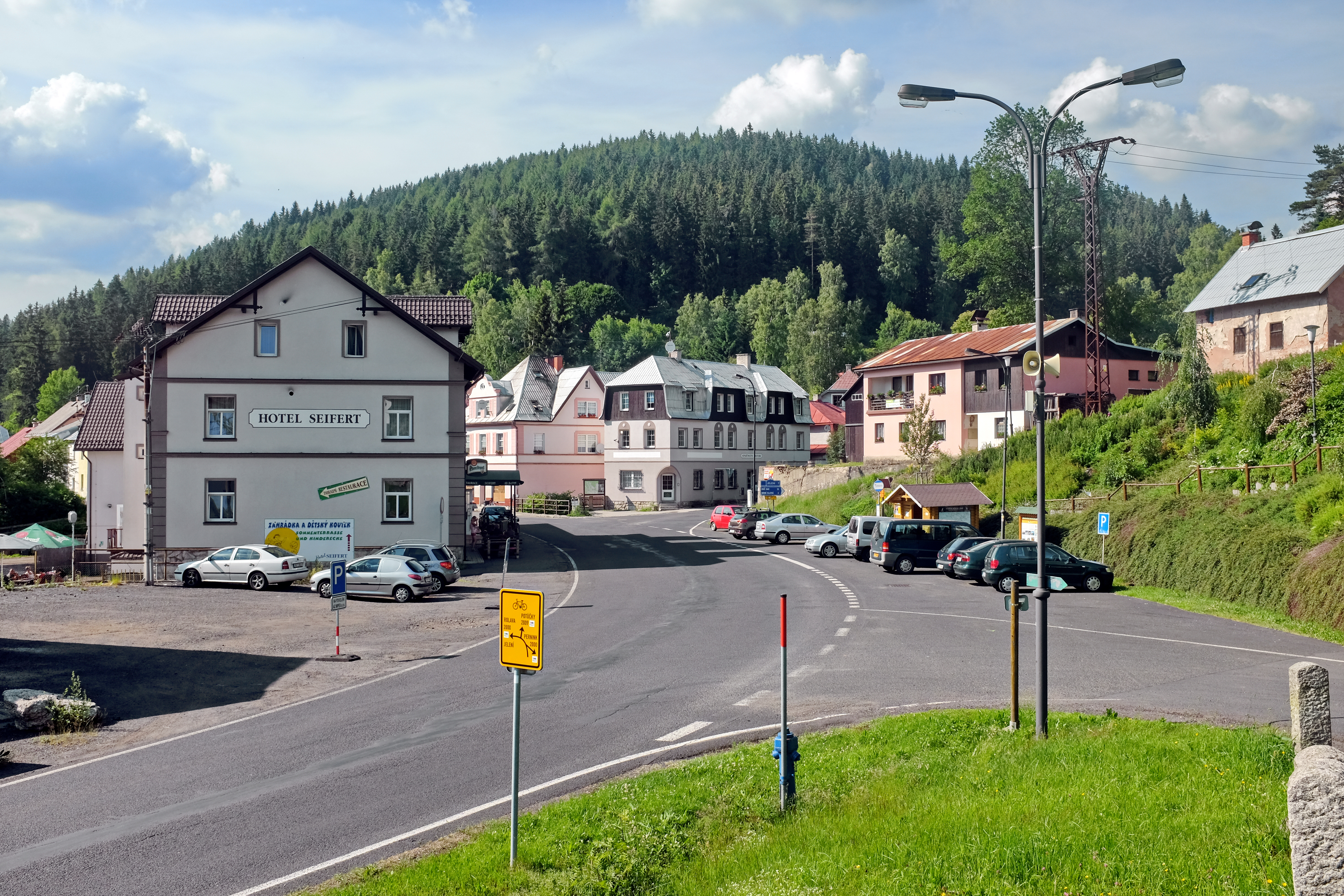
Ortszentrum
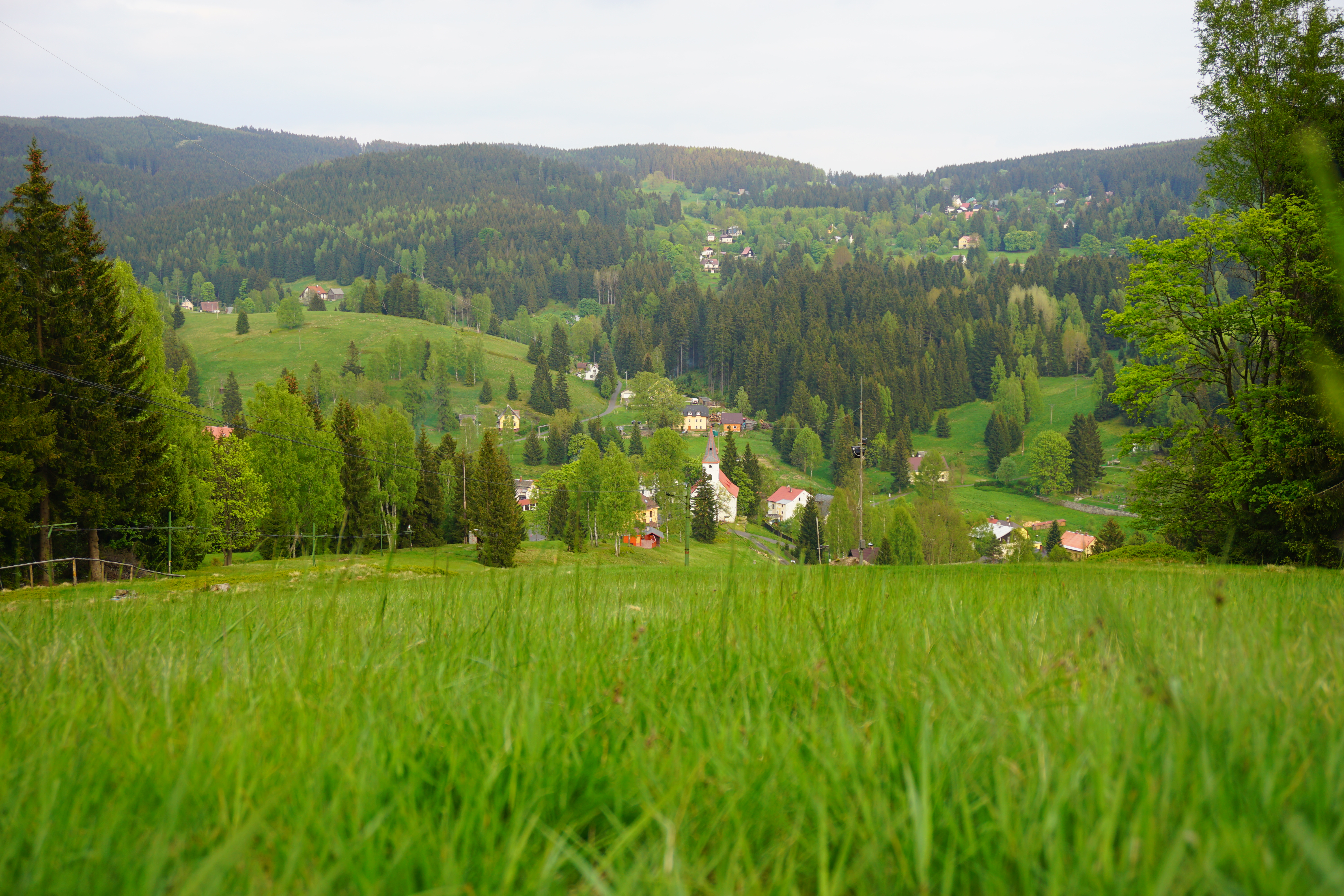
Blick auf Neuhammer vom Skihang
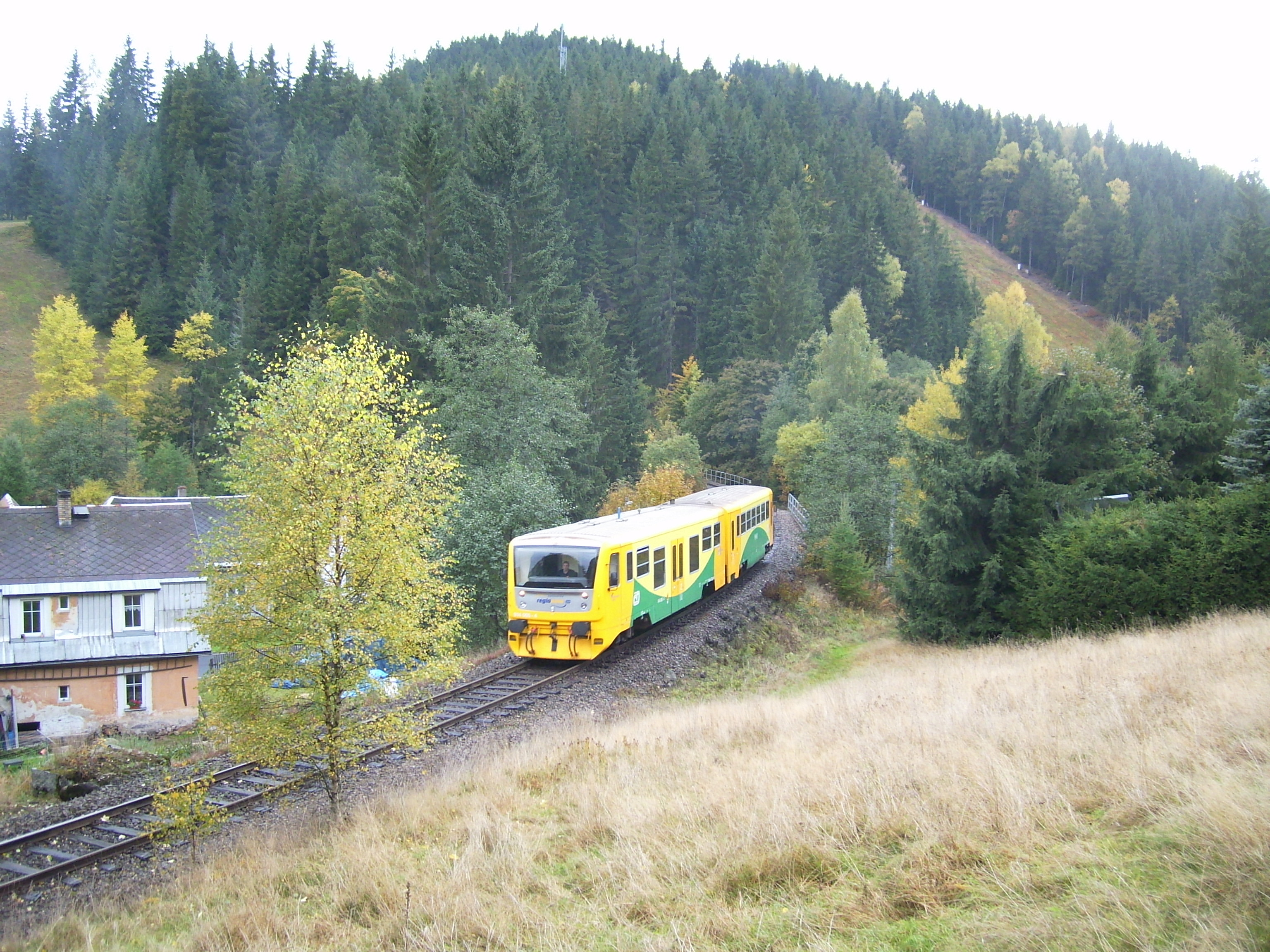
Triebwagen der ČD auf Durchfahrt durch Nové Hamry

## Söhne des Ortes
- Rupert Fuchs (1892–1962), Porträt- und Landschaftsfotograf
- Roland Hetzer (* 1944), Arzt und Wissenschaftler

## Verkehr
Durch den Ort führen die alte Fernverkehrsstraße von Leipzig nach Karlsbad und die 1899 eröffnete Bahnstrecke Karlsbad–Johanngeorgenstadt. Nové Hamry besitzt einen Bahnhof an ihr.